# Исследование
Иссле́дование:

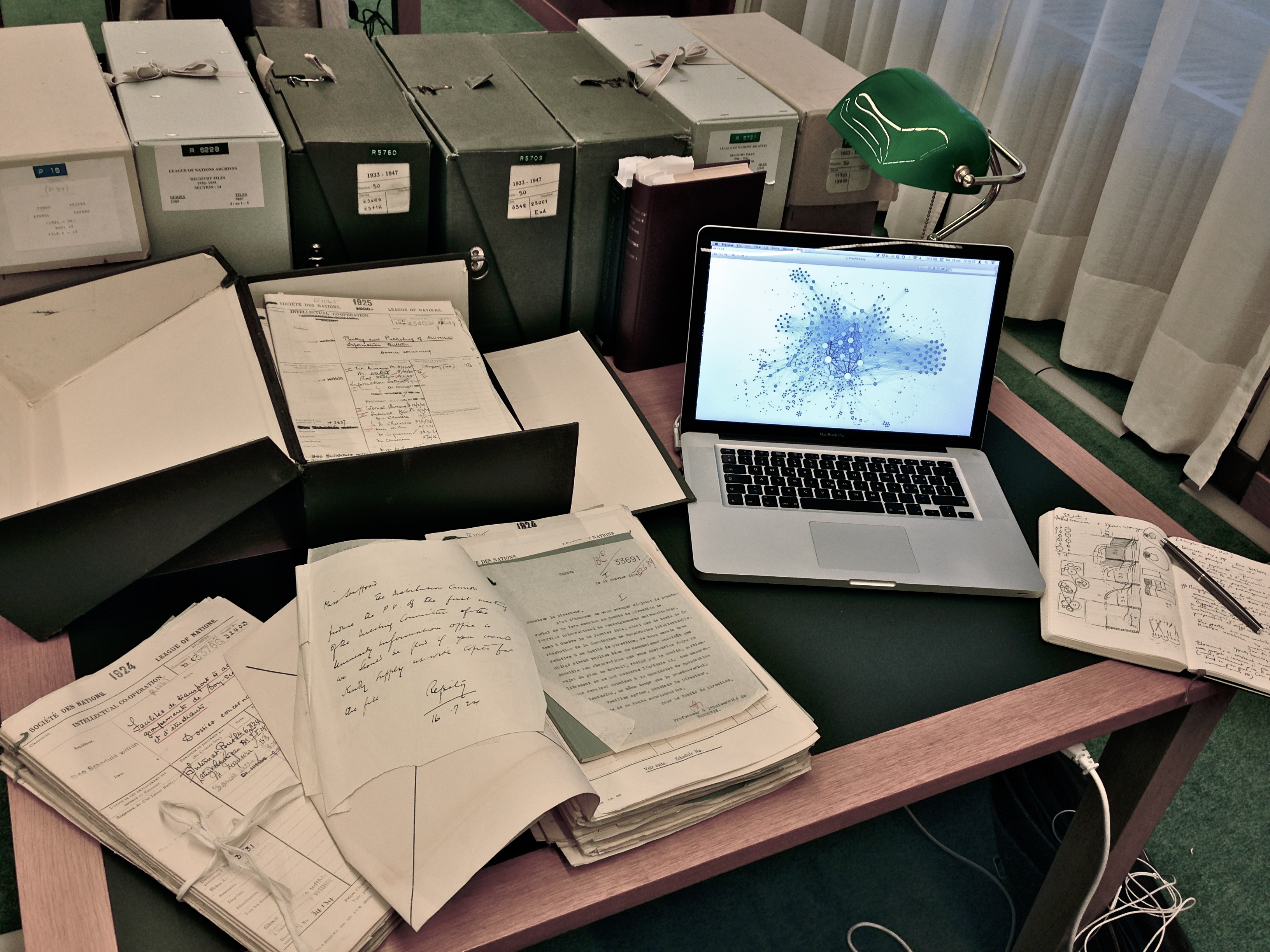
Порой исследования не требуют никакого специального оборудования

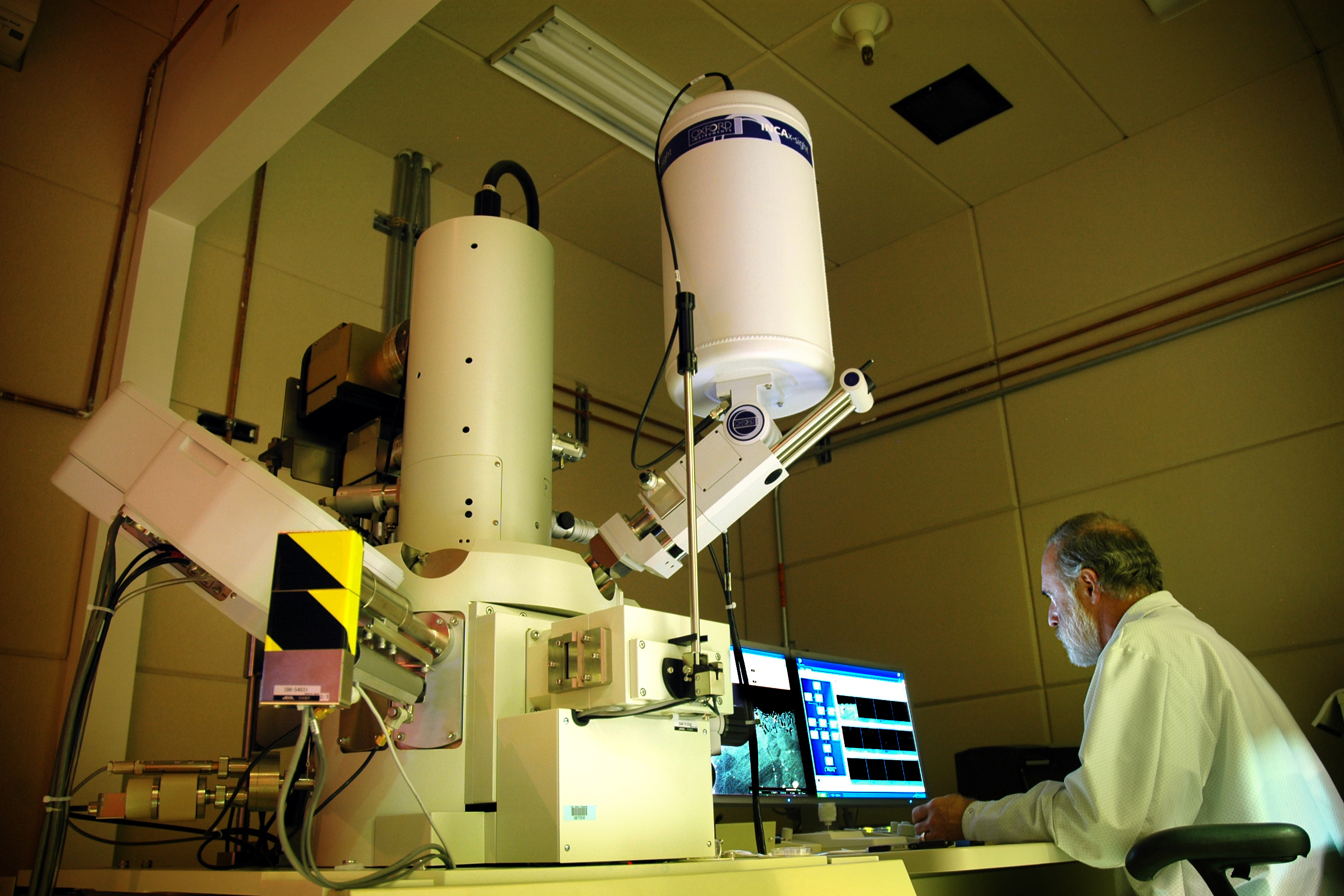
Исследование с помощью современного микроскопа

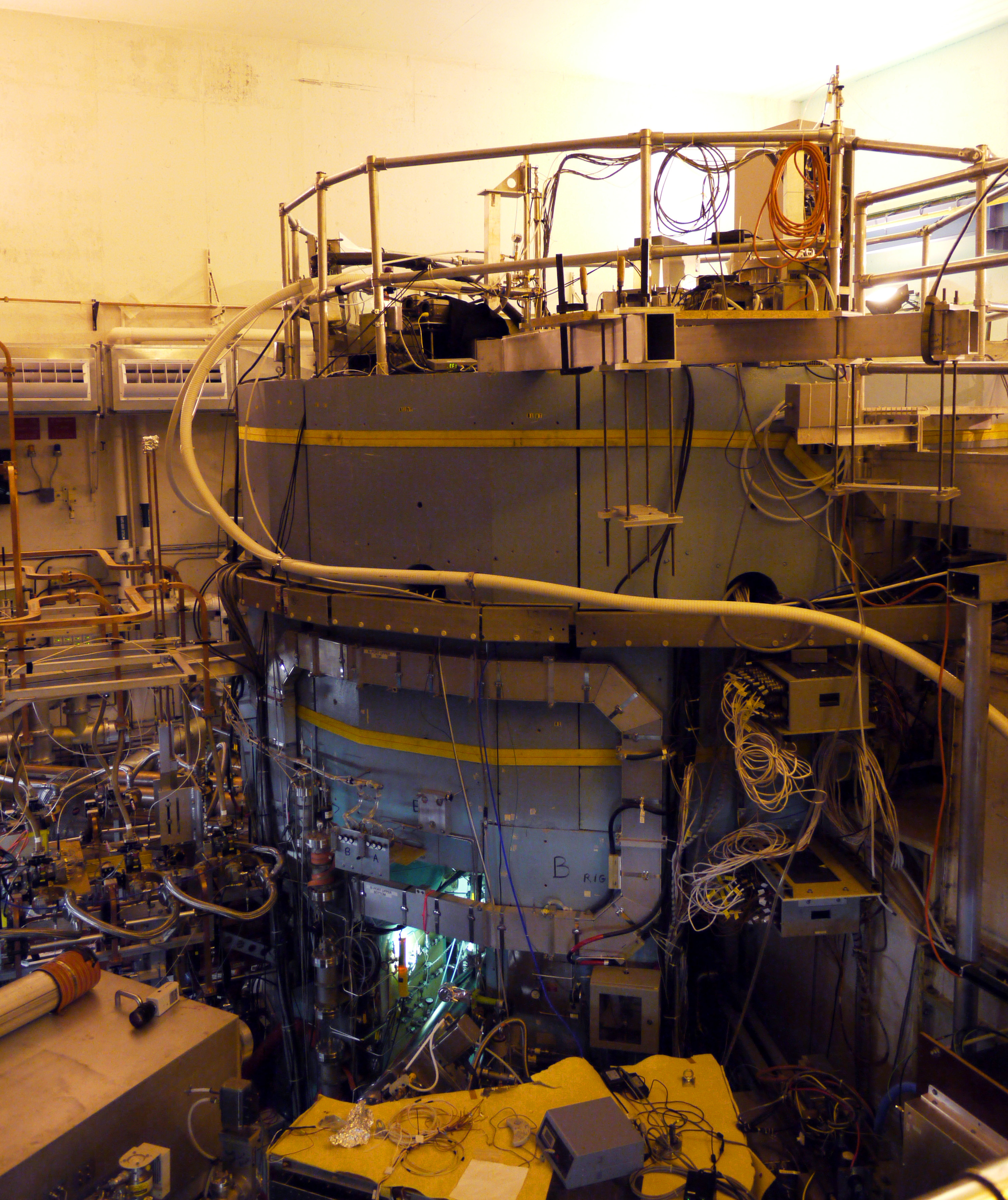
Научное исследовательское оборудование в MIT

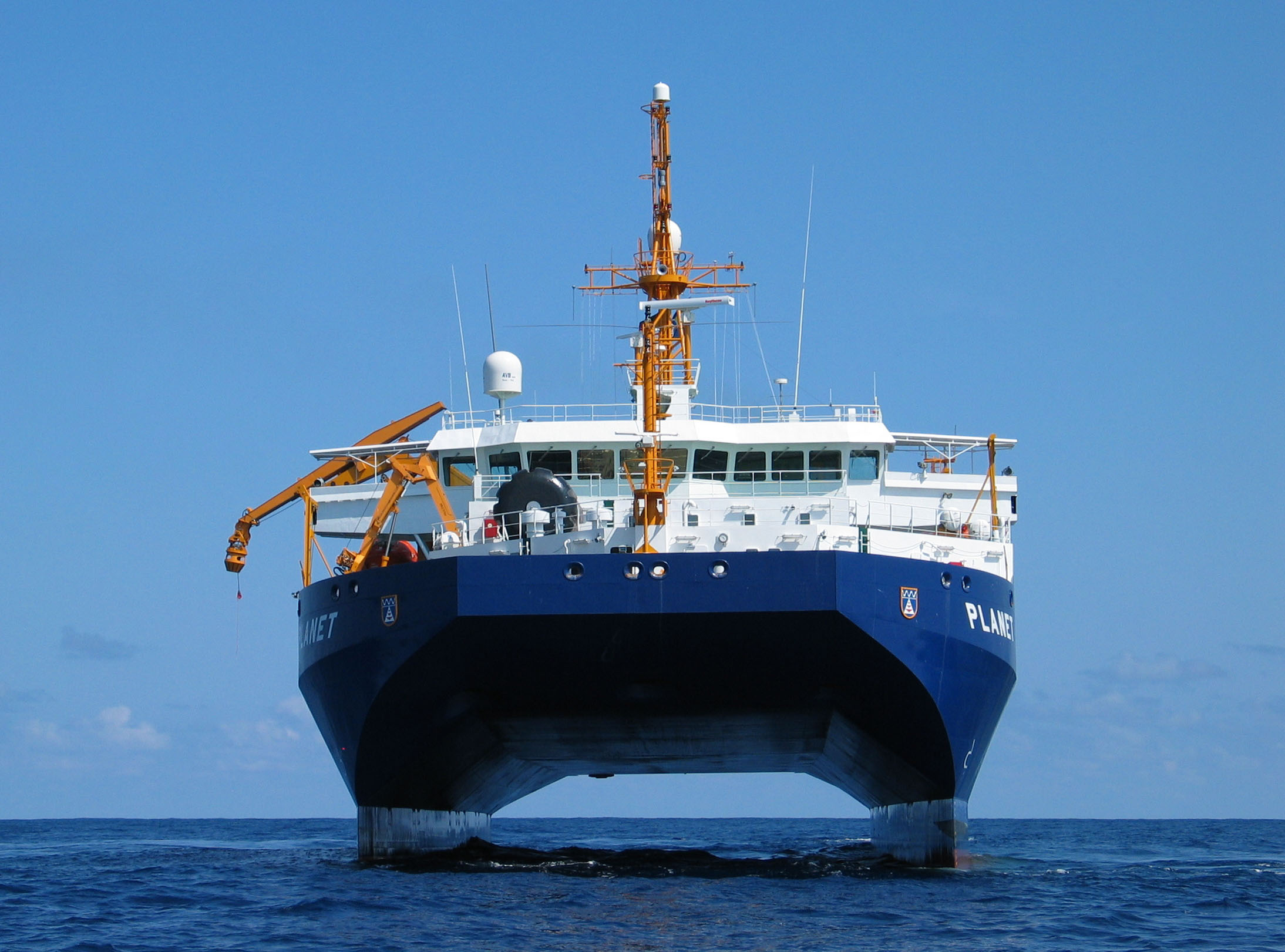
Немецкое научно-исследовательское судно «Planet»

- в предельно широком смысле — поиск новых знаний или систематическое расследование с целью установления фактов;
- в более узком смысле исследование — процесс изучения чего-либо[1];
- результат такого действия (исследования), научный труд, документ с описанием изученного объекта или чего-то.

Предмет исследования — это тот аспект проблемы, исследуя который, мы познаем целостный объект, выделяя его главные, наиболее существенные признаки.

## Виды и типы
Научное исследование, основанное на применении научного метода, предоставляет научную информацию и теории для объяснения природы и свойств окружающего мира. Такое исследование может иметь практическое применение.
Различают эмпирическое и теоретическое исследование. Оно строится следующим образом:
1. Постановка проблемы.
2. Выдвижение гипотезы.
3. Планирование исследования.
4. Проведение исследования.
5. Интерпретация данных.
6. Опровержение или подтверждение гипотезы.

Научные исследования могут финансироваться государством, некоммерческими организациями, коммерческими компаниями и частными лицами. Научные исследования могут быть классифицированы согласно их академическому и прикладному характеру. Основная цель прикладных исследований (в отличие от фундаментальных исследований) — обнаружение, интерпретация и развитие методов и систем по совершенствованию человеческих знаний в различных отраслях человеческого знания.

## Процедурные характеристики исследовательской методологии

### Естественные дисциплины
В естествознании преобладает следующий алгоритм исследования:
1. Наблюдение явления;
2. Теоретический анализ в мировоззренческом и методологическом аспекте и поиск возможной концепции;
3. Построение (выбор) гипотезы;
4. Проектирование (разработка) метода и методик;
5. Обеспечение эксперимента, наглядно или однозначно дающего оценку:
  - надёжности гипотезы по критериям сортировки (краевые условия надёжности воспроизведения явления);
  - критериев реализуемости явления;
  - конечного результата хода (динамики процесса);
  - результата завершения процесса самого явления.

### Дисциплины социально-гуманитарного цикла
В общественных науках прикладное исследование обычно выглядит следующим образом:
1. Постановка проблемы, выделение (определение) объекта и предмета исследования, определение целей и задач; планирование исследования;
2. Теоретическая часть: концептуальная модель исследования, описание понятий и категорий, взаимосвязей между ними;
3. Методологическая часть: исследовательский подход, описание методов сбора и методов анализа данных;
4. Практическая часть: результаты сбора данных, их анализ и представление результатов;
5. Выводы и рекомендации по результатам исследования.

## Исследование в контексте научной методологии
Анализ процедуры исследования и данных хода и результата по критериям надёжности относят к подтверждению или отбраковке проверяемой гипотезы. Научный метод ставит опытные исследования (спланированный эксперимент или серия, группа экспериментов) выше теоретических суждений, не подтверждённые опытом (фактографически). Некоторые заявления и исторические сведения не поддаются проверке опытом и относят к мифам (в истории) или мифологемам (не проверяемым опытным путём гипотезам).
Научные исследования (наблюдения естественного хода процессов и явлений, опытная, экспериментальная проверка) дают основания для подтверждения гипотезы и формирования на основе знаний, полученных опытным путём, теории в данном направлении и по конкретным механизмам явлений природы.
Исследования составляют путь научного познания природы через опыт и составляют основу научной методологии.